# LIFFE
Лесковачки интернационални фестивал филмске режије (акр. LIFFE) представља међународни фестивал филмске режије који се, почевши од 2007. године, сваке године организује у Лесковцу. Фестивал се организује током августа, недељу дана пре Роштиљијаде, а током пет дана трајање се приказују филмови са простора бивше Југославије. Петодневна смотра је праћена гостовањима редитеља и познатих глумаца.
Када су се у Србији масовно затварали биоскопи, из Лесковачког културног центра је потекла инвестиција за организовањем филмског фестивала. Смелу идеју подржали су знаменити филмски радници у Србији на челу са редитељем Дарком Бајићем и филмским критичарем Миланом Д. Шпичеком, уз подршку Министарства културе и информисања Републике Србије.
Треба издвојити и конференцију редитеља на којој се размењују идеје, искуства и разговора о статусу ове угрожене професије. Лесковац има биоскопску дворану са најсавременијом опремом за приказивање 2D и 3D филмова.

## Награде
LIFFE је једини фестивал у Србији на ком се додељују три награде за режију и две глумачке награде. Главна награда фестивала носи име српског редитеља и књижевника Живојина Павловића, а додељује се редитељима. Фестивал је до сада, за афирмацију српског филма у свету, доделио специјална признања Предрагу Микију Манојловићу, Лази Ристовском, Радету Шербеџији, Драгану Николићу и Бати Живојиновићу. Поред тога, устаљена је и награда „Златни лешник” која се додељује протагонистима филмова.